# 賴比瑞亞銀行
利比里亞中央銀行（英語：Central Bank of Liberia）是利比里亞的中央銀行。现任執行总裁是J. Aloysius Tarlue。银行办事处位于利比里亚首都蒙罗维亚。

## 外部連結
- 利比里亞中央銀行官方網站 （页面存档备份，存于）